# 川﨑芽衣子
川﨑 芽衣子（かわさき めいこ、1985年5月1日 - ）は、日本の声優、舞台女優。千葉県出身。東京俳優生活協同組合所属。

## 略歴
勝田声優学院、スクールデュオ出身。AIR AGENCY声優養成所を経て、AIR AGENCYに所属していた。2020年12月15日付で退所し、フリーとなった。2021年8月より、東京俳優生活協同組合に所属。
2013年6月3日、2012年10月20日に野村達也と入籍したことを発表した。

## 人物
趣味は、自然派コスメ集め、ネットショッピング、ヨガ、美味しいものを食べる、映画鑑賞、百人一首。

## 出演
太字はメインキャラクター。

### テレビアニメ
2011年
- それいけ!アンパンマン（ホウレンソウマン、怒りおばけパン）
- WORKING'!!（コンビニ店員、母親）

2012年
- 黒子のバスケ（伊月の母）
- ダンボール戦機W（2012年 - 2013年、受付嬢、ブレンダ、オペレーター）
- 謎の彼女X（波多野、女子生徒、スターター、女の先生、メイド）

2013年
- ゴールデンタイム（看護師）
- 進撃の巨人（母親、女、女補給兵）
- ダンボール戦機WARS（食堂のおばちゃん、仙道キヨカ）
- ちはやふる2（本間豊〈ほんま とよ〉）
- ポケットモンスター THE ORIGIN

2014年
- 失われた未来を求めて
- トリニティセブン（女教師）
- 六畳間の侵略者!?（演劇部長）

2015年
- ケイオスドラゴン 赤竜戦役（部下A）
- 血界戦線（映画の中の女性）
- コンクリート・レボルティオ〜超人幻想〜（受付嬢）
- 東京喰種トーキョーグール√A（滝澤の母）

2016年
- ガンダムビルドファイターズトライ アイランド・ウォーズ（研究員）
- 甲鉄城のカバネリ（武士）
- ジョジョの奇妙な冒険 ダイヤモンドは砕けない（音声案内）
- 聖戦ケルベロス 竜刻のファタリテ（キスミテーテ、ペシャテ、宿主、文官）
- パンでPeace!（みなみのお母さん）
- マクロスΔ（避難警報アナウンス）
- マジきゅんっ!ルネッサンス（女子生徒）

2017年
- 鬼平（奉公人C）
- クレヨンしんちゃん（上司、お姉さん）

2018年
- 刀使ノ巫女（小川聡美）
- 僕のヒーローアカデミア（2018年 - 2024年、マンダレイ） - 4シリーズ

2019年
- 盾の勇者の成り上がり（貴族、魔法屋）

2020年
- LALALACOCO（リンリン）
- ド級編隊エグゼロス（先輩）

2022年
- スローループ（ご近所さん）
- ドラえもん（テレビ朝日版第2期）（ホイの母）

2023年
- ノケモノたちの夜（シスター）
- 葬送のフリーレン（参列者）
- はめつのおうこく（虜囚、女生徒、サンタマリア、魔女）

2025年
- キミとアイドルプリキュア♪（蒼風睦美）
- メダリスト（アナウンス）
- ブサメンガチファイター（女性職員）

### OVA
- アイアンマン：ライズ・オブ・テクノヴォア（2013年）
- 東京喰種トーキョーグール【PINTO】（2015年、女子生徒）

### Webアニメ
- クレヨンしんちゃん外伝 お・お・お・のしんのすけ（2017年、コーラス）

### ゲーム
2008年
- エーデルブルーメ
- タイムホロウ 奪われた過去を求めて（三原和織）

2012年
- フォトカノ

2013年
- シェルノサージュ〜失われた星へ捧ぐ詩〜（ジル〈ジリリウム・リモナイト〉）
- 蒼穹のスカイガレオン（ガイア、ベルフェゴール）
- ダンボール戦機ウォーズ（仙道キヨカ）

2014年
- アルノサージュ〜生まれいずる星へ祈る詩〜（ジル）
- ディアブロ III
- Tokyo 7th シスターズ（若王子ルイ / 姫宮ソル、蓬莱タキ）

2015年
- 逆転オセロニア（ドライアド）
- 蒼穹のスカイガレオン（ムネモシュネ）

2017年
- デウスエクス マンカインド・ディバイデッド
- 神撃のバハムート（トロイア）

2018年
- モンスターハンター：ワールド（勝気な推薦組）
- モン娘☆は〜れむ（レイア）
- クイズRPG 魔法使いと黒猫のウィズ（マユリ・アト）
- オーバーウォッチ（アッシュ）

2019年
- CARAVAN STORIES（アルボ・ジュダス）

### デジタルコミック
- UULA バッファロー5人娘（2013年、スージー[29]）
- フェンリル母さんとあったかご飯＠COMIC（2020年、エリスレーゼ[30]）
- こっち向いて愛してる（2023年、高校の職員1、女子高生2、高校の職員3）[31]

### 吹き替え

#### 映画
- 明日の私に着替えたら（メアリー〈メグ・ライアン〉）
- ゲイト・オブ・ザ・サン（リンダ）
- ザ・スフィンクス（ジェシカ）
- ZOMBIO/死霊のしたたり（メグ・ホルジー〈バーバラ・クランプトン〉）
- スカイ・クラッシュ（ミラ）
- トレジャーハンターシリーズ
- ドラゴンネスト（2020年、ネルウィン姫[32]）
- ハロウィン5 ブギーマン逆襲（ティナ）
- ブラスト・スタジアム（サラ）
- ホーンテッドシリーズ
- レディ・エージェント（ガエル）

#### ドラマ
- NCIS: ハワイ（ケイト・ウィスラー〈トリ・アンダーソン〉[33]）
- ストレイン 沈黙のエクリプス
- モナーク: レガシー・オブ・モンスターズ〈ミシェル・デュヴァル〉

#### アニメ
- バイオハザード: ヴェンデッタ（2017年、キャシー・ホワイト）
- 羅小黒戦記 ぼくが選ぶ未来（2020年、妖精）
- モンスターハンター: レジェンド・オブ・ザ・ギルド（2021年、リア[34]）
- ストレンジ・ワールド/もうひとつの世界（2022年[35]）

### ナレーション
- ソフトバンク オンラインショップ商品紹介動画ギャラリー（AQUOS CRYSTAL X、Xperia Z3、AQUOS CRYSTAL）
- FC町田ゼルビアをつくろう〜ゼルつく〜 #26#27（2020年8月21日、AbemaTV）

### 舞台
- てあとる・しだい
  - ジュリエットたち
  - 言葉を心にのせてVOL.2
  - 月夜のおるがん
- PekopoN企画
  - 99-真夜中のファイル-
- 集団NO PLAN
  - 家族百景
- シャークエンド（2019年7月21日、渋谷シダックスカルチャーホール） - メイミー 役[36]
- 朗読劇「あなたを忘れない」（2020年10月23日 - 29日、Streaming+） - エレーナ（戸田麗奈） 役（A・D公演）[37][38]
- 東京War:DS
  - -狂震の渋谷編-（2023年4月19日 - 23日、新宿村LIVE）- KP 役[39]
  - -黒と白のTRIGGER-（2024年5月15日 - 19日、六行会ホール）- KP 役[40]

### 映像作品
- Tokyo 7th シスターズ　t7s 1st Anniversary Live in Zepp Tokyo 15'→34'　〜H-A-J-I-M-A-L-I-V-E-!!〜

## ディスコグラフィ

### キャラクターソング
| 発売日         | 商品名                    | 歌                 | 楽曲                               | 備考                                 |
| -------------- | ------------------------- | ------------------ | ---------------------------------- | ------------------------------------ |
| 2014年12月28日 | t7s Re:Longing for summer | セブンスシスターズ | 「Star☆Glitter」                   | ゲーム『Tokyo 7th シスターズ』関連曲 |
| 2015年5月20日  | H-A-J-I-M-A-L-B-U-M-!!    | セブンスシスターズ | 「Sparkle☆Time!!」                 | ゲーム『Tokyo 7th シスターズ』関連曲 |
| 2016年2月24日  | SEVENTH HAVEN             | セブンスシスターズ | 「SEVENTH HAVEN」 「FALLING DOWN」 | ゲーム『Tokyo 7th シスターズ』関連曲 |
| 2017年7月26日  | WORLD'S END               | セブンスシスターズ | 「WORLD'S END」 「PUNCH'D RANKER」 | ゲーム『Tokyo 7th シスターズ』関連曲 |
| 2019年5月22日  | HEAVEN'S RAVE             | AXiS               | 「HEAVEN'S RAVE」 「COCYTUS」      | ゲーム『Tokyo 7th シスターズ』関連曲 |
| 2021年3月17日  | IT'S A PERFECT BLUE       | セブンスシスターズ | 「Shooting Sky」                   | ゲーム『Tokyo 7th シスターズ』関連曲 |

### シリーズ一覧
1. ↑  第3期（2018年）、第4期（2020年）、第6期（2022年 - 2023年）、第7期（2024年）

### ユニットメンバー
1. 1 2  七咲ニコル（水瀬いのり）、羽生田ミト（渕上舞）、御園尾マナ（前田玲奈）、寿クルト（黒瀬ゆうこ）、若王子ルイ（川﨑芽衣子）、遊佐メモル（辻あゆみ）
2. ↑  天神ネロ（水瀬いのり）、比嘉アグリ（渕上舞）、蓬莱タキ（川﨑芽衣子）、志摩サビナ（前田玲奈）、鹿込オト（黒瀬ゆうこ）、帝塚セネカ（辻あゆみ）